# Брентоніко
Брентоніко (італ. Brentonico, вен. Brentonico) — муніципалітет в Італії, у регіоні Трентіно-Альто-Адідже, провінція Тренто.
Брентоніко розташоване на відстані близько 460 км на північ від Рима, 31 км на південний захід від Тренто.
Населення — 4027 осіб (2014).
Щорічний фестиваль відбувається 29 червня. Покровитель — Петро (апостол).

## Демографія
Населення за роками:

Станом на 1 січня 2023 року в муніципалітеті офіційно проживали 292 іноземці з 37 країн, серед них 79 громадян країн Євросоюзу та 22 громадяни України.

## Сусідні муніципалітети
- Ала
- Авіо
- Мальчезіне
- Морі
- Наго-Торболе